# دووا (خان)

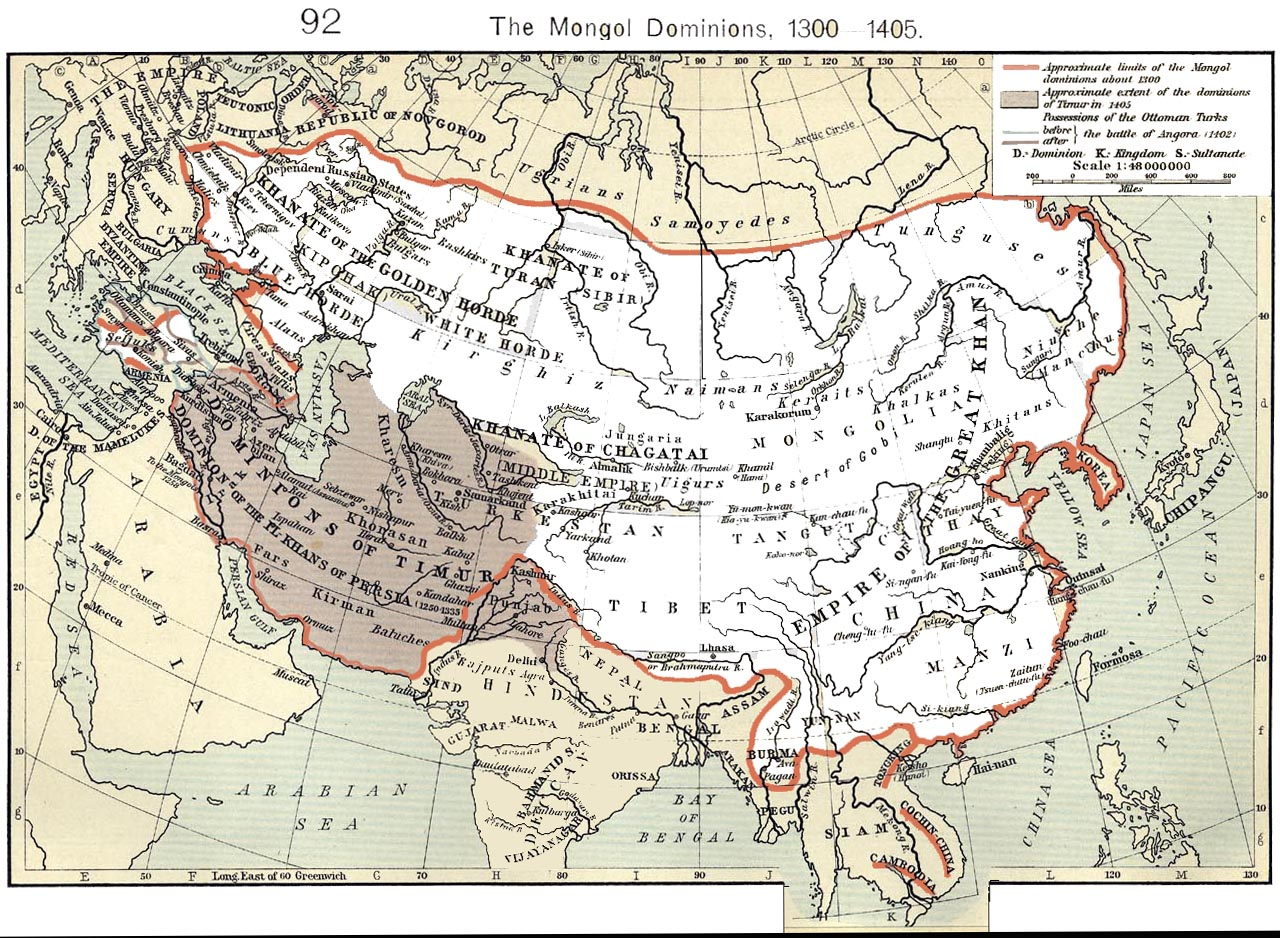
قلمرو پادشاهی دوا

دووا (انگلیسی: Duwa) یکی از پادشاهان خانات جغتای و پسر غیاث‌الدین براق بود. در زمان فرمانروایی او، خانات جغتای به اوج شکوه و قدرتش رسید.